# テキストエディット
テキストエディット (TextEdit) とは、macOSに付標準搭載するアプリケーション、またはClassic Mac OSにおけるテキスト編集のためのアプリケーションフレームワークのことである。
シンプルな見た目からは想像できないほど多機能なワープロソフトで、テキストの設定・編集やHTML書類の処理、ムービーや画像の挿入など、市販のアプリケーションと同様の各種ツールを備えている。

## アプリとしてのテキストエディット
テキストエディットは、macOSに付属する標準テキストエディタのこと。元々はNeXTSTEP付属のテキストエディタEditであり、移植したものである。
開発フレームワークであるCocoaの機能（下記NSTextView）をほぼそのまま反映したアプリケーションであり、macOSがバージョンアップする度に機能が強化されている。Apple Developers Toolsに全てのソースコードが付属しており、一種のデモソフトと考える事もできる。開発者がコードのテストベッドに利用するケースも多い。Mac OS X v10.4に付属のバージョンでは埋め込みの表やHTML書き出し、Microsoft Wordのdoc形式ファイルのブラウズをサポートするまでになった。

## フレームワークとしてのTextEdit
フレームワークとしてのTextEditは、その歴史が古い。
macOS以前のClassic Mac OSにおいて既に非常にシンプルなテキスト編集環境を提供していた。TextEditを使えばTeachText程度のテキストエディタが作れる。しかし、フレームワークとしてはかなり古く、32KBまでのテキストしか扱えない、多言語に対応できていないなどの欠点を持つ。その後、それを補うためにMultilingual Text Editor（略してMLTE）と呼ばれるフレームワークが開発された。しかし、MLTEが搭載されたMac OS 9がリリースされるころにはサードパーティーによる強力なテキストエンジンWASTEフレームワークが普及していたため、MLTEが使われることはほとんどなかった。CocoaではNSTextViewに取って代わっている。NSTextViewは強力なテキストエンジンとして広く受け入れられている。